# Anton Grad
Anton Grad, slovenski filolog, predavatelj in akademik, * 23. februar 1907, † 28. marec 1983.
Diplomiral je iz francoskega (1930), italijanskega (1938), pa tudi angleškega jezika kot stranskega predmeta (1947), doktoriral pa 1931 z disertacijo iz primerjalne slovnice romanskih jezikov na Filozofski fakulteti v Ljubljani. Izpopolnjeval se je na univerzi v Parizu (1933/34).
Grad je do 1951 deloval kot gimnazijski profesor, sprva (od 1932) v Kočevju, bil je privatni docent (od 1941), izredni (1951) in redni profesor (1961) za romansko filologijo na Filozofski fakulteti v Ljubljani, katere dekan je bil 1966–68. 1957–60 je bil predstojnik germanističnega oddelka, 1960–75 pa oddelka za romanistiko na FF. Bil je jezikoslovec romanist in germanist, s poudarkom na zgodovinskem preučevanju romanskih jezikov, leksikograf (avtor slovarjev) in pisec srednješolskih učbenikov.
Izredni (dopisni) član Slovenske akademije znanosti in umetnosti je bil od marca 1977, a ni dočakal izvolitve v rednega člana (umrl je tik pred tem), izvoljen je bil tudi za zaslužnega profesorja Univerze v Ljubljani in je sodeloval v pedagoškem procesu do smrti.